# Alemannia (Studentenverbindung)
Alemannia ist der Name folgender Studentenverbindungen:

## Burschenschaften
- Burschenschaft Alemannia zu Prag im BC
- Burschenschaft Alemannia Bamberg
- Burschenschaft Alemannia Bonn
- Braunschweiger Burschenschaft Alemannia
- Freiburger Burschenschaft Alemannia
- Burschenschaft Alemannia Gießen
- Burschenschaft Alemannia Leipzig
- Burschenschaft Alemannia Mannheim
- Burschenschaft Alemannia Marburg
- Münchener Burschenschaft Alemannia
- Freie Deutsche Burschenschaft Alemannia München im PSC
- Burschenschaft Alemannia Stuttgart
- Danziger Burschenschaft Alemannia zu Aachen
- Kölner Burschenschaft Alemannia
- Alte Königsberger Burschenschaft Alemannia in Kiel

## Christliche Verbindungen
- KDStV Alemannia Greifswald und Münster im CV
- KSStV Alemannia München im KV
- KTStV Alemannia Innsbruck im MKV
- AV Alemannia Innsbruck → AV Austria Innsbruck im ÖCV

## Corps
- Corps Alamannia Basel (erloschen)
- Corps Alemannia Czernowitz, siehe Studentenverbindungen in Czernowitz#Corps
- Corps Alemannia Karlsruhe im WSC
- Corps Alemannia Kiel im WSC, siehe Liste der Studentenverbindungen in Kiel
- Corps Alemannia München im WSC
- Corps Alemannia Wien zu Linz im KSCV
- Corps Alemannia Wismar zu Koblenz, siehe Liste der Studentenverbindungen in Koblenz
- Corps Alemannia-Thuringia zu Magdeburg im WSC

## Landsmannschaften
- Landsmannschaft Alemannia Makaria Würzburg
- Landsmannschaft Alemannia-Silesia Clausthal

## Turnerschaften
- Akademische Turnerschaft Alemannia Basel
- Turnerschaft Alemannia zu Wismar, siehe Liste der Studentenverbindungen in Wismar
- Turnerschaft Alemanno-Palatia Erlangen-Nürnberg

## Sonstige
- AKV Alemannia zu Freiburg im Üechtland
- ATV Gothia-Alemannia Göttingen
- Burschenbund Alemannia zu Breslau im Burschenbunds-Convent